# Herbert Labusga
Herbert Labusga (* 20. Januar 1939 in Oppeln) ist ein deutscher Maler und Bildhauer. Neben Skulpturen im öffentlichen Raum schuf er auch zahlreiche Festwagen für den Kölner Rosenmontagszug.

## Leben
Labusga besuchte die Kenar-Schule im polnischen Zakopane und belegte dort die Fächer Bildhauerei in Holz, Stein, Ton sowie Zeichnen und Malen. 1958 legte er dort das Abitur ab. Seine Familie wanderte ein Jahr später nach Köln aus, wo bereits seine Großmutter mütterlicherseits lebte. Von 1959 bis 1964 studierte Labusga das Fach Malerei an den Kölner Werkschulen bei Otto Gerster. Ab 1963 hatte er künstlerische Gruppen- und Einzelausstellungen.
Herbert Labusga lebt in Köln und hat drei erwachsene Töchter.

## Werk
Bereits ab den 1960er Jahren arbeitete Labusga als Student beim WDR für TV-Produktionen und setzte bald das Material Styropor für den Bau von Kulissen und Requisiten ein. Ab 1966 war er freiberuflich als Bühnenbildner bei Theater-, Fernseh- und Filmproduktionen im Einsatz. Dabei arbeitete er unter anderem für Regisseure wie Hans W. Geißendörfer, Rolf Hädrich, Klaus Lindemann, Rainer Werner Fassbinder, Mauricio Kagel, Ernst-Ludwig Freisewinkel, Wolfgang Petersen und Werner Herzog. Zu seinen Filmausstattungen zählten Die unendliche Geschichte (1984) und Die unendliche Geschichte 3 – Rettung aus Phantásien (1994) mit Hintergründen und Großskulpturen sowie Das As der Asse (1982). In Fitzcarraldo (1982) wirkte er als Studio-Kulissenbauleiter mit, im Kinofilm Das Boot (1981) als Bühnenmaler.
Als Bildhauer und Maler schuf Labusga Wandmalereien und Skulpturen aus Stein, Kunststein und Bronze in kommunalem, kirchlichem und privatem Auftrag.

### Wagenbau
In den frühen 1960er Jahren suchte das Festkomitee Kölner Karneval an den Kölner Werkschulen nach Unterstützung für den Bau von Wagen für den Kölner Rosenmontagszug. Seitdem wirkte Labusga jährlich als Wagenbauer für den Zug mit und baute für Karnevalsvereine große Persiflage- und Motivwagen. Seiner Darstellung nach hat er dabei eine neue Bauweise eingeführt, indem er für die großen Aufbauten statt Gips leichte Konstruktionen aus Draht und Papier verwendete, was die Bauzeit verkürzte und danach zum Standard wurde. Mit Kollegen wie Otto Schwalge und Otto Schindler prägte Labusga viele Jahre das Bild des Zuges. Inzwischen baut Labusgas Tochter Lisa für das Festkomitee ebenfalls Zugwagen.

### Skulpturen
Ein Schwerpunkt des Schaffens von Herbert Labusga ist das Rheinland. Dort befindet sich auch eine Reihe seiner Skulpturen im öffentlichen Raum.
In der Dauerausstellung des Schlossparks Stammheim ist Herbert Labusga mit den lebensgroßen Stahl-Scherenschnitten Bürger von Stammheim (2004) und mit der Skulptur Schloss mit Grafenpaar (2002) vertreten. Für letztere hatte er eine Negativform aus dem Boden gearbeitet und sie mit Beton ausgegossen. Nach dem Aushärten wurde die Skulptur aus dem Boden gezogen. Den Schweinebrunnen in Zons (Bernhard Lohf) ergänzte Labusga 1987 um fünf Bronzeschweine, die daneben aufgestellt sind.

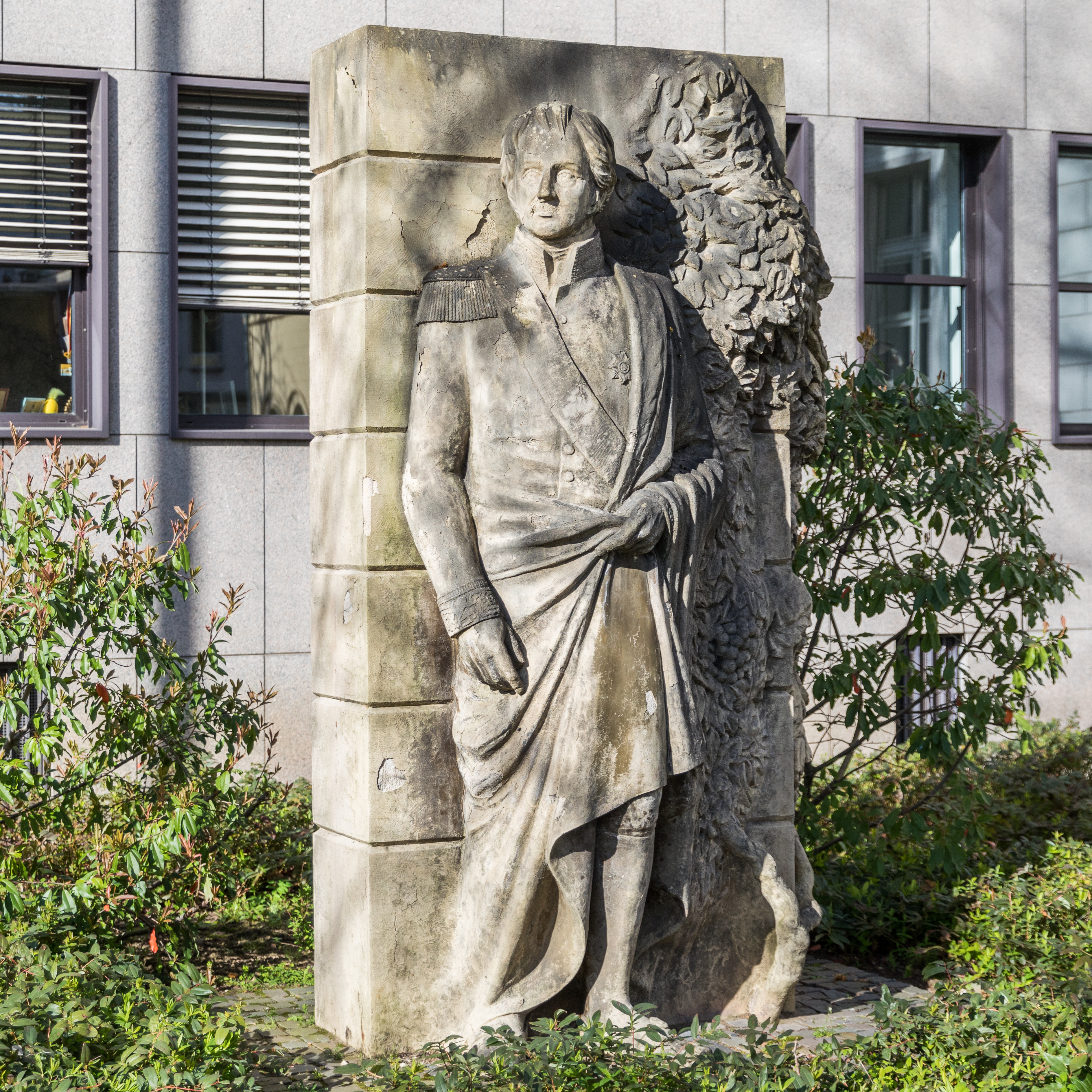
Skulptur Friedrich zu Solms-Laubach vor der Bezirksregierung Köln
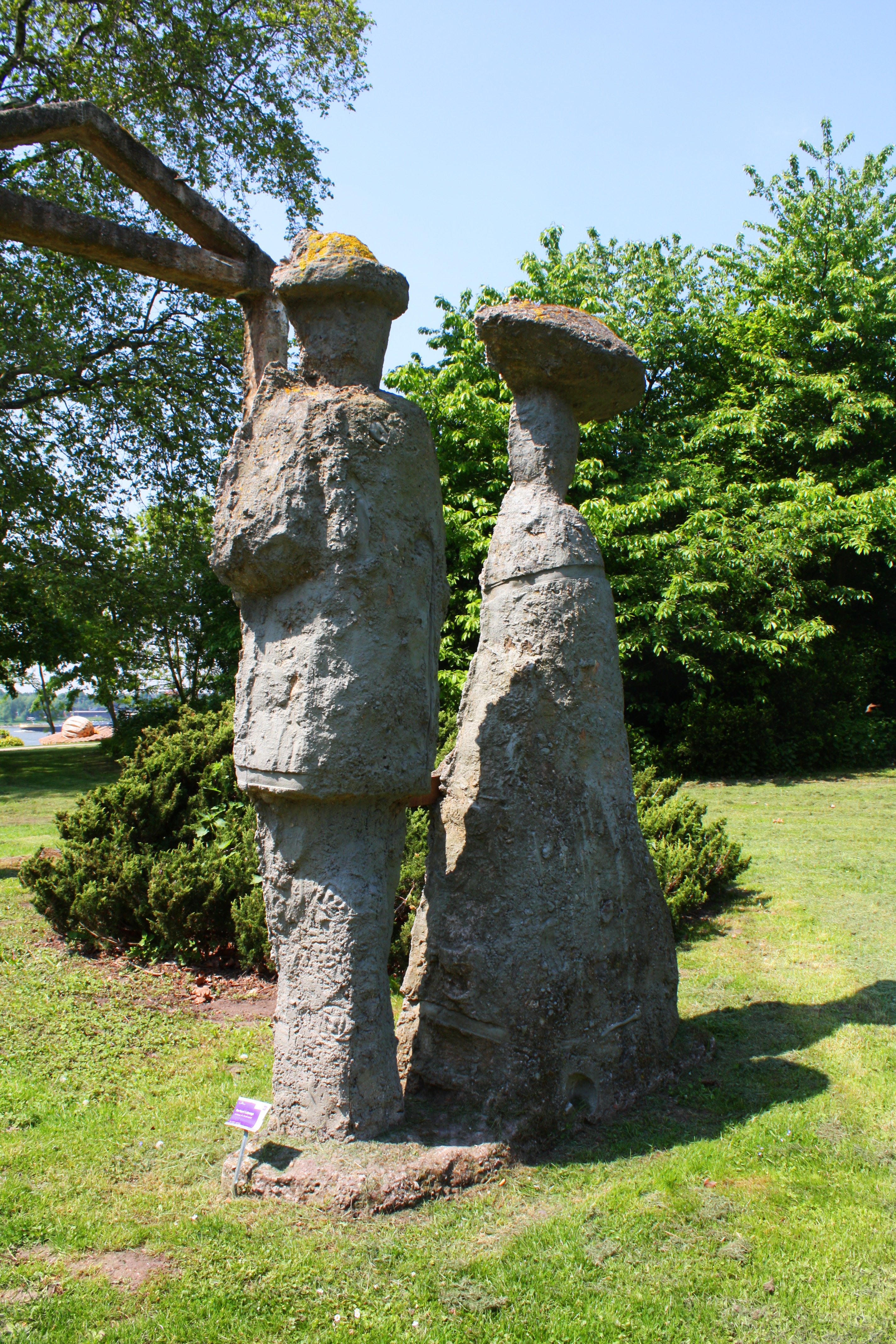
Schloss mit Grafenpaar im Schlosspark Stammheim
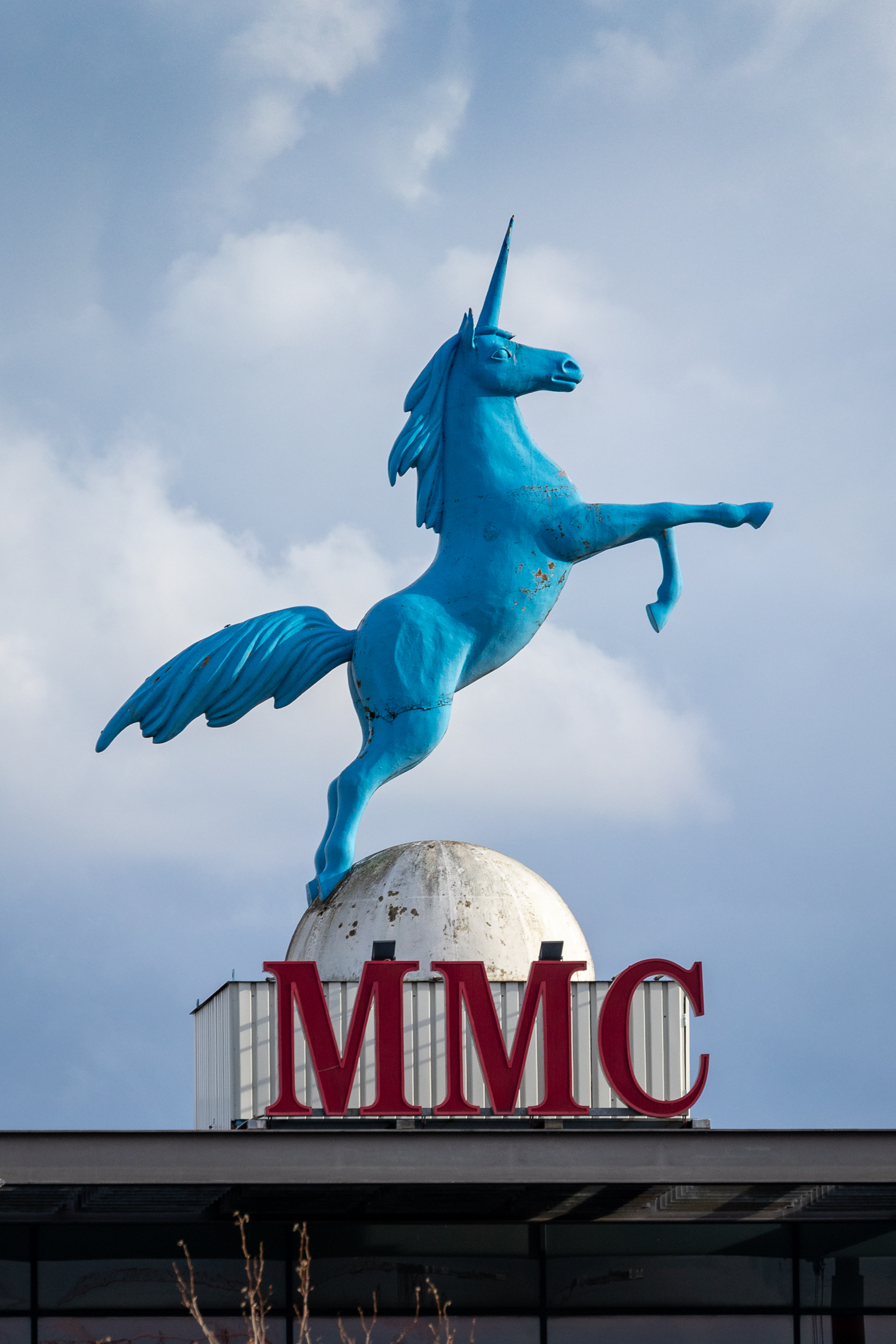
Einhorn auf dem Dach der Studios der Magic Media Company in Köln-Ossendorf
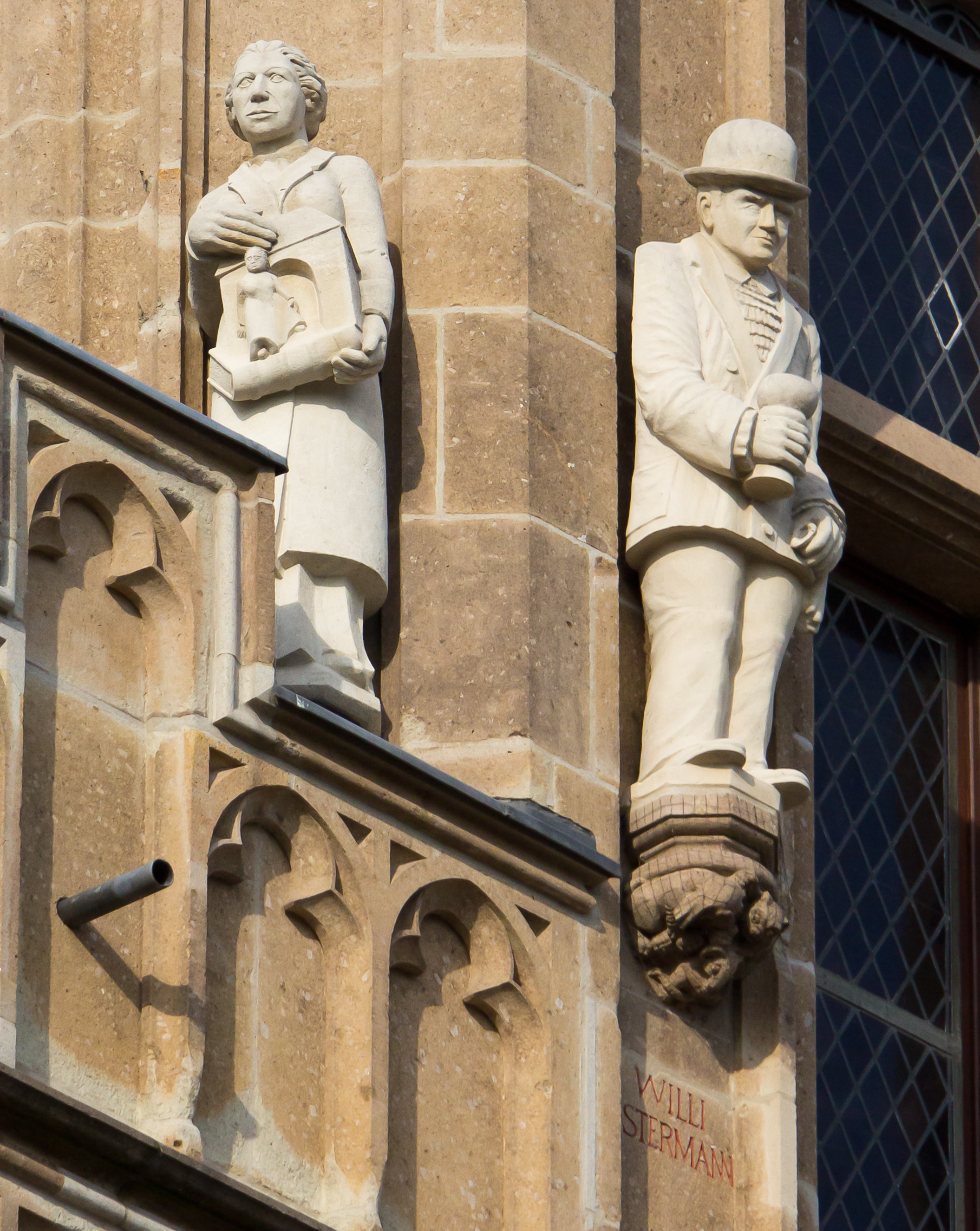
Figur des Willi Ostermann (rechts) am Kölner Rathausturm
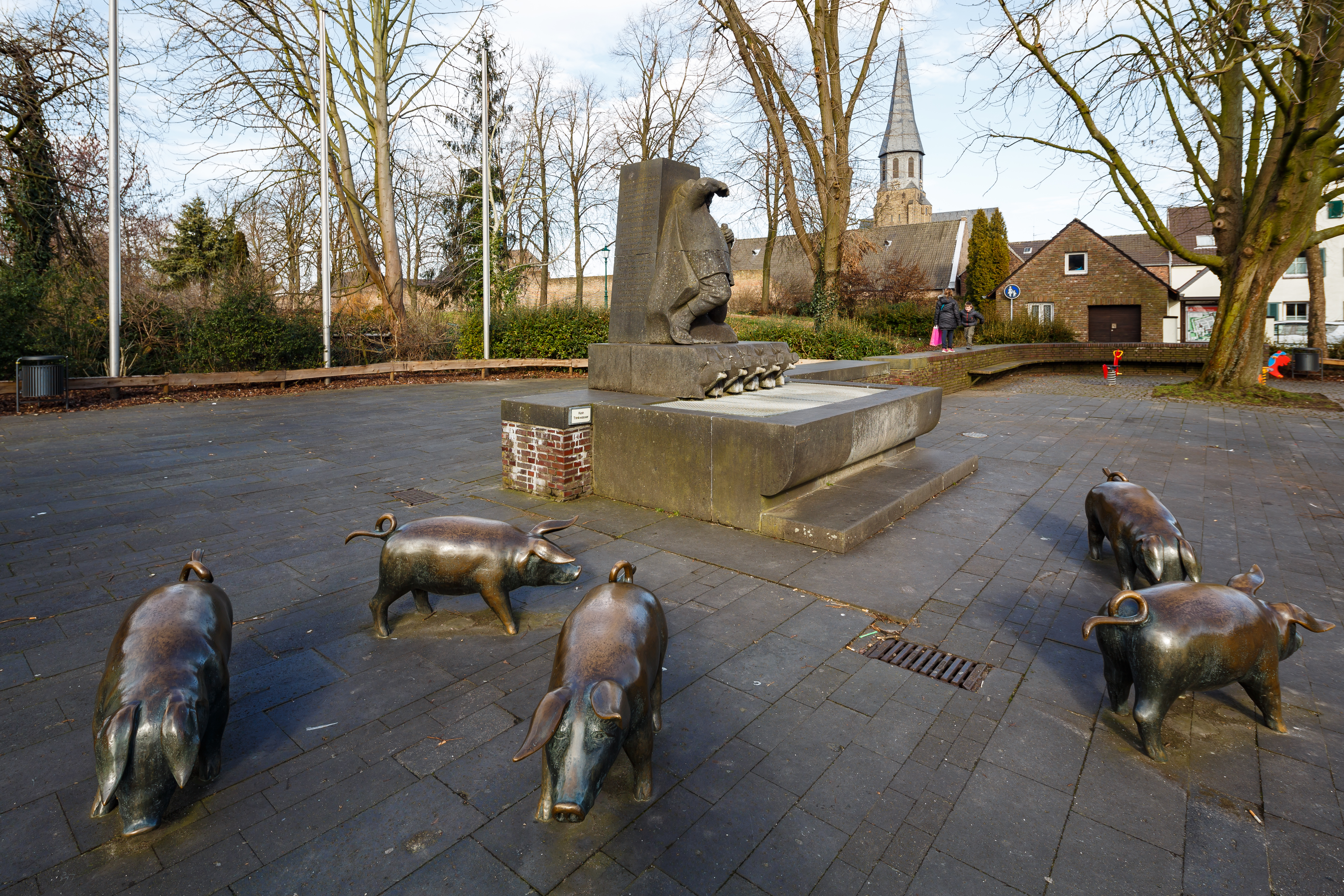
Fünf Bronzeschweine am Schweinebrunnen in Zons (1987)

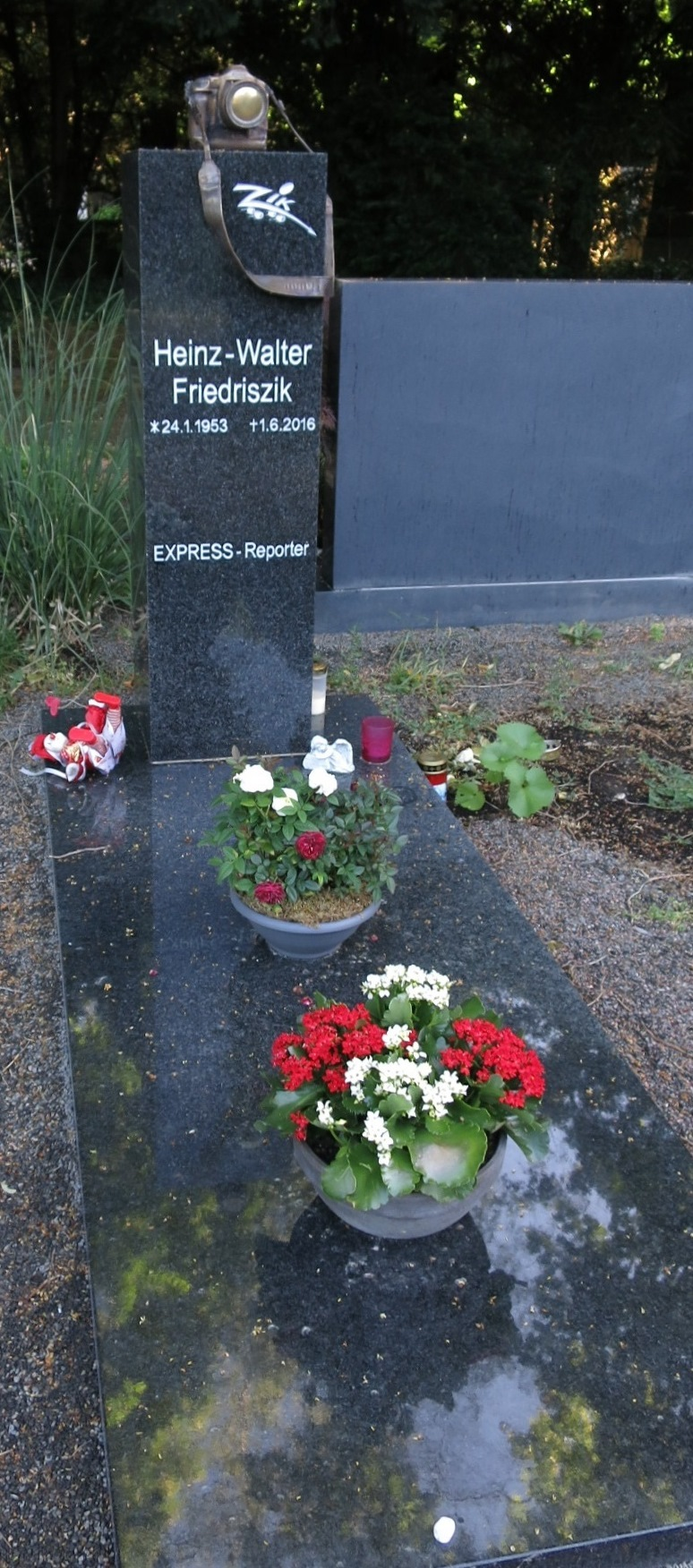
Grab des Reporters „Zik“ mit Bronze-Kamera

Mehrfach gestaltete Labusga auch Grabsteine, so den für den Komponisten, Texter, Verleger und Moderator Toni Steingass oder für den in Köln bekannten Express-Fotografen Zik in Form einer Canon EOS-1 als Bronzeguss, beide auf dem Kölner Melatenfriedhof.

### Reiterstatue auf dem Heumarkt
Einige Aufmerksamkeit erregte eine Aktion, bei der Labusga im September 1985 auf dem Kölner Heumarkt heimlich eine provisorische Nachbildung eines Reiterdenkmals von Friedrich Wilhelm III. von Preußen aus Styropor aufstellte. Das preußische Original aus Bronze war 1878 aufgestellt, jedoch beim Peter-und-Paul-Bombenangriff am 29. Juni 1943 zerstört worden. Verbliebene Bronzeteile hatte die Stadtverwaltung 1958/59 zur Erzielung eines Verkaufserlöses einschmelzen lassen, nur der Pferdekopf und die Kruppe blieben erhalten.
Auf Initiative der damaligen Stadtkonservatorin Hiltrud Kier wurde 1982 die Kruppe des Pferdes auf dem Heumarkt platziert. Was als Protest gegen einen Hotelneubau gedacht war, löste einen langwierigen Prozess um die Wiedererrichtung des vollständigen Preußendenkmals aus. Im Winter 1983/84 war immerhin der Sockel bereits wieder errichtet worden.
Der Fortgang des Projekts verzögerte sich, auch wegen der Kosten, was Labusga dazu inspirierte, eine preisgünstige Replik aus Styropor anzufertigen und diese heimlich nachts auf dem Sockel befestigen zu lassen. Die Aktion stieß auf positive Resonanz, auch seitens der Stadtverwaltung, die das Denkmal nicht nur stehen ließ, sondern, trotz einer Warnung Labusgas wegen der geringen Haltbarkeit seines Provisoriums, sogar den für den 20. März 1986 angesetzten Abbau durch den Künstler verhinderte. Den erledigte dann am 21. November 1986 ein Sturm, der das Styropordenkmal vom Sockel fegte. Nachdem der Kölner Verkehrsverein schließlich Geld für einen Guss des Reiterdenkmals gesammelt hatte, wurde damit der Düsseldorfer Bildhauer Raimund Kittl beauftragt.

## Preise
2011 wurde Herbert Labusga mit dem Mercurius-Preis des Kölner Verkehrsverein e. V. und der KölnTourismus GmbH ausgezeichnet.